# Trentepohlia (Trentepohlia) perpicturata
Trentepohlia (Trentepohlia) perpicturata is een tweevleugelige uit de familie steltmuggen (Limoniidae). De soort komt voor in het Afrotropisch gebied.